# Radiotelevizija Herceg-Bosne
RTV Herceg-Bosne je bosanskohercegovačka televizijska postaja na hrvatskom jeziku. Sjedište televizije je u Mostaru. Televizija je osnovana 1992. uz neprekidni cjelodnevni radijski program dok je televizijski program s prikazivanjem započeo 1. srpnja 2019., nakon niza akvizicija nekoliko televizijskih kuća.
Televizijski studio nalazi se u sklopu zgrade Hrvatskog doma Herceg Stjepan Kosača u Mostaru.
RTV Herceg-Bosne ima novinarsko dopisništvo u Kiseljaku koje pokriva događanja u središnjoj Bosni, zatim u Orašju koje pokriva Posavinu dok novinarske ekipe iz Mostara pokrivaju središnju, sjevernu, južnu i zapadnu Hercegovinu. 
Iz domaće proizvodnje ističu se Dnevnik te tematske emisije Županijska panorama i Iz prve ruke, športska emisija Sprint, obrazovna emisija za djecu i mlade TV Škola (ostvarena uz podršku Sveučilišta u Mostaru) te razgovorna emisija Vrijeme je za goste.
Okosnicu televizijskog programa čine informativni program koji povezuje hrvatska središta od Neuma do Žepča, dok su planovi vodstva televizije zemaljskim signalom pokriti većinska hrvatska područja u BiH. Televizija Herceg-Bosne nalazi se i u sklopu kablovskog emitiranja te je dostupna i putem interneta, a planira se i satelitsko emitiranje.
Hrvatska radiotelevizija također potpomaže oko dokumentarno–programskoga sadržaja, a od veljače 2020. RTV HB u večernjem terminu počinje s prikazivanjem dokumentarno-igrane televizijske serije Hrvatski velikani Znanstveno-obrazovnoga programa Hrvatske radiotelevizije.

## Vanjske poveznice
- Službene stranice
- YouTube